# Хурадо, Хосе Мануэль
Хосе́ Мануэ́ль Хура́до Мари́н (исп. José Manuel Jurado Marín; род. 29 июня 1986, Санлукар-де-Баррамеда, Кадис) — испанский футболист, игравший на позиции полузащитника. Самый результативный испанец в истории чемпионатов России по футболу.

## Клубная карьера

### «Реал Мадрид»
Хурадо является воспитанником молодёжной школы мадридского «Реала». 29 октября 2005 года Хурадо дебютировал за «Реал Мадрид» в победном матче против «Бетиса». Всего Хурадо сыграл 5 матчей за сезон в чемпионате, а также появился на поле в матче Лиги чемпионов УЕФА против греческого «Олимпиакоса».

### «Атлетико Мадрид» и аренда в «Мальорку»

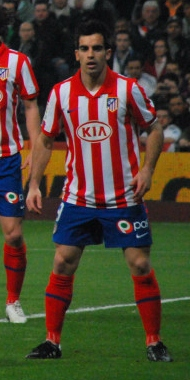
Хурадо в составе «Атлетико»

4 августа 2006 года Хурадо перешёл в мадридский «Атлетико» за 3 млн евро, подписав контракт на 4 года. После 33 игр в сезоне 2006/07, Хурадо мало выходил на поле в следующем сезоне и в июле был отдан в аренду в «Мальорку». После великолепных матчей в команде с Балеарских островов, где Хурадо стал вторым бомбардиром команды (10 голов) в сезоне 2008/09, испанец вернулся в «Атлетико».
10 ноября 2009 года Хурадо продлил контракт с «Атлетико». Этот сезон оказался наиболее удачным для Хурадо. Он сыграл все 38 матчей в чемпионате, став лидером команды по игровому времени (2 692 минуты). В сезоне 2009/10 он вместе с командой выиграл Лигу Европы и Суперкубок УЕФА, а также сыграл в финале кубка Испании.

### «Шальке 04»

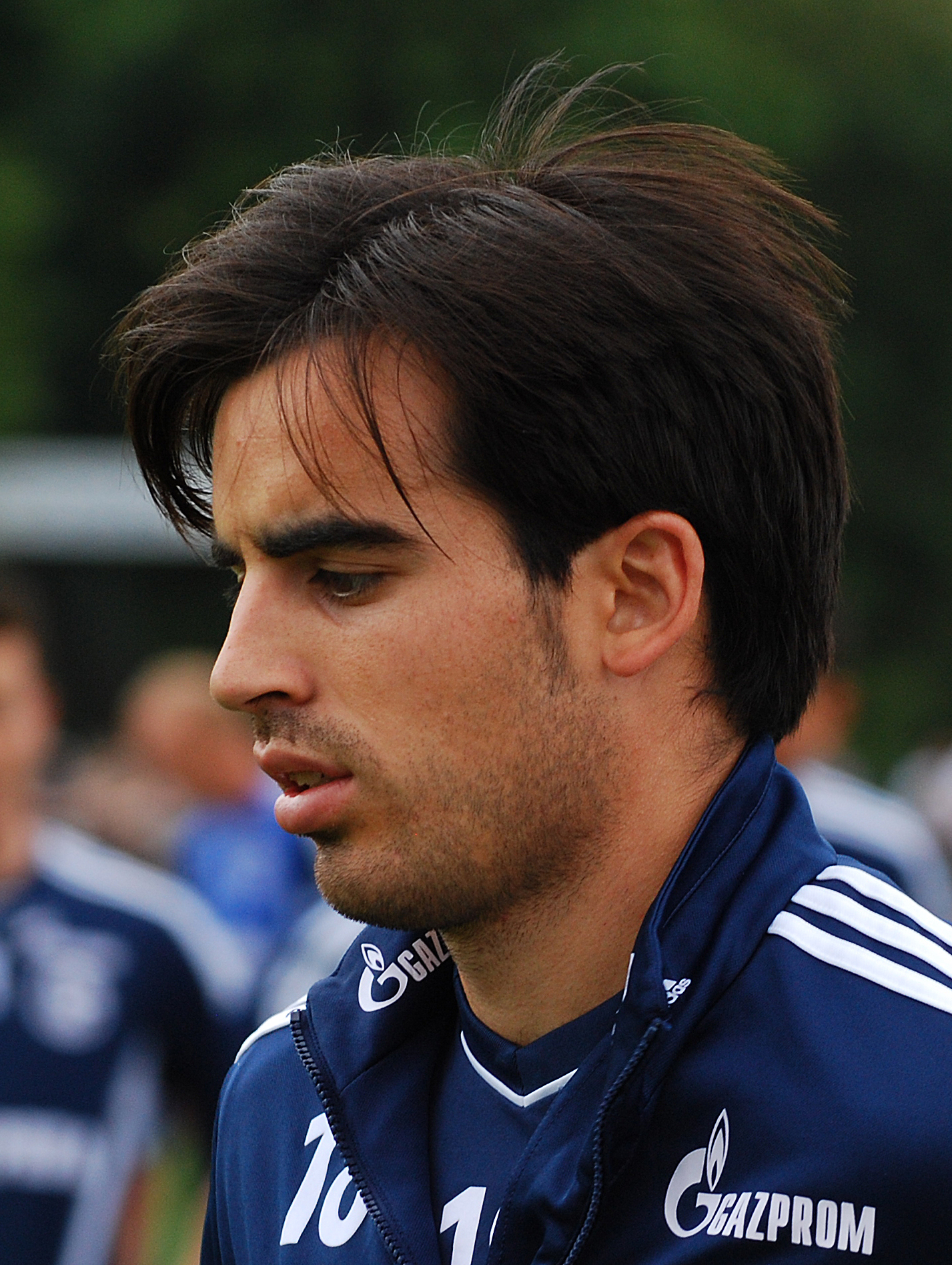
Хурадо в составе «Шальке 04»

31 августа 2010 года Хурадо перешёл в немецкий «Шальке 04» за € 13 млн, где присоединился к другим испанцам поигравших в «Реале», Раулю из мадридского «Реала» и Эскудеро из «Реала Мурсии». Дебютировал в составе нового клуба 10 сентября в матче против Хоффенхайма, выйдя на замену на 12 минуте. 4 декабря 2010 года Хурадо забил первый гол за «Шальке 04» в матче против мюнхенской «Баварии», который завершился со счётом 2:0. В следующем матче Хурадо забил гол португальской «Бенфике» после паса грудью Рауля, что помогло его клубу завершить групповой этап Лиги чемпионов УЕФА 2010/2011 на первом месте. В четвертьфинале Лиги чемпионов УЕФА 2010/2011 Хурадо «отдал должок» испанскому нападающему. Во втором матче, который завершился со счётом 2:1 в пользу «Шальке 04», Хурадо сделал голевую передачу.
В последний сезон в немецком клубе у испанца дела шли плохо. Главный тренер команды Хуб Стевенс заявлял, что испанец должным образом не отрабатывает в обороне, вследствие чего и лишён желаемой игровой практики. Поэтому «Атлетико» планировал вернуть игрока обратно в команду, однако сумма в € 5 млн не устраивала «кобальтовых».

### «Спартак»

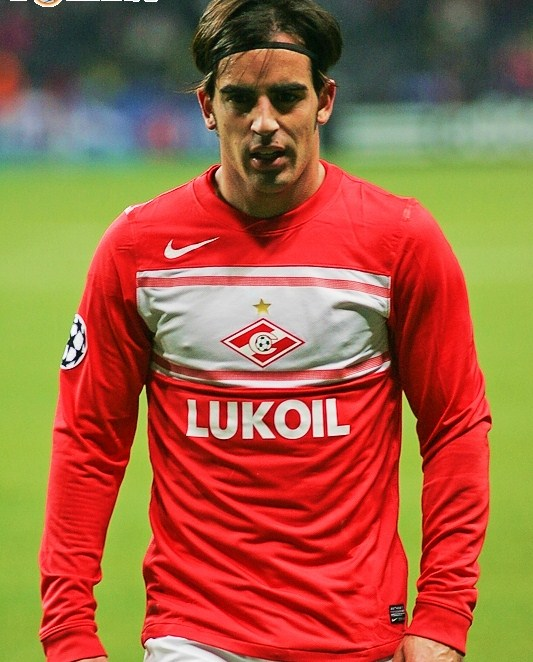
Хурадо в составе «Спартака»

1 сентября 2012 года Хурадо прошёл медобследование и подписал личный контракт с московским «Спартаком». Хурадо арендован российским клубом до конца сезона 2012/13 с приоритетным правом выкупа трансфера футболиста по окончании срока аренды.

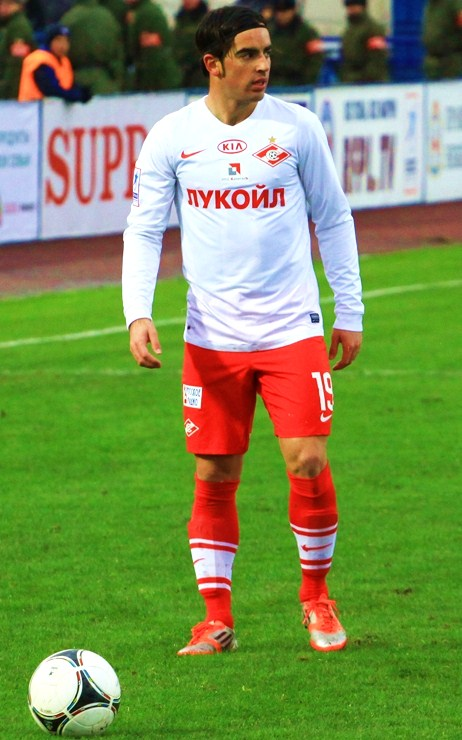

Впервые в составе «Спартака» вышел на поле 15 сентября 2012 года в гостевом матче чемпионата России против «Кубани», заменив на 79-й минуте Ари (матч завершился со счётом 2:2). 23 сентября Хосе впервые вышел в стартовом составе «Спартака» в домашнем матче против «Ростова», на 27-й минуте отдал голевой пас на Эменике, однако на 37-й минуте матча получил мышечную травму и был заменён на Ари. 23 октября, оправишись от травмы Хурадо дебютировал в Лиге чемпионов в поединке против «Бенфики», он отдал голевую передачу на Рафаэла Кариоку, «Спартак» победил 2-1. 27 октября, испанец забил свой первый гол за «красно-белых» в ворота саранской «Мордовии», в итоге «Спартак» победил 2:0.
3 ноября Хосе забил свой второй мяч в составе «красно-белых» в ворота самарских «Крыльев Советов», которых в этом матче москвичи переиграли со счётом 5:0.
26 июня 2013 года «Спартак» выкупил права на Хурадо у «Шальке» за € 2 млн, хотя в арендном соглашении ранее была прописана сумма выкупа в размере € 6 млн. Контракт испанца с красно-белыми рассчитан на четыре года. 27 июля в дерби против московского «Динамо» Хосе забил два гола и был признан лучшим футболистом встречи.
25 сентября 2013 год в матче c «Краснодаром» Хурадо сделал «дубль». В последнем туре первенства против «Динамо», при счёте 2:0 в пользу соперника, Хосе забил переломный гол и помог своему клубу одержать волевую победу.
5 сентября 2014 года участвовал в матче открытия первого в истории клуба «Спартак» стадиона «Открытие Арена». Под руководством швейцарского тренера Мурата Якина «Спартак» сыграла в ничью (1:1) с сербской командой «Црвена Звезда» из города Белград. В этом матче был включен в стартовый состав.
17 июля 2015 года Хурадо последний раз сыграл за «Спартак», выйдя в основном составе в первом матче чемпионата 2015/16 против «Уфы». В первом тайме испанец попал в перекладину, а на 69-й минуте был заменён на Дениса Давыдова.

### «Уотфорд»
22 июля 2015 года Хурадо перешёл из московского «Спартака» в английский «Уотфорд», подписав контракт на 3 года. 8 августа в поединке против «Эвертона» он дебютировал в английской Премьер-лиге.

### «Эспаньол»
5 июля 2016 года перешёл в испанский клуб «Эспаньол» за 1,2 миллиона евро. 9 сентября в матче против «Реал Сосьедад» он дебютировал за новую команду. 26 февраля 2017 года в поединке против «Осасуны» Хурадо забил свой первый гол за «Эспаньол».
В июле 2019 года Хосе Мануэль Хурадо перешел в «Кадис». С  игроком заключено соглашение на 3 года.

## Международная карьера
Хурадо играл за юношеские сборные Испании до 16, 17 и 19 лет, а также за молодёжную сборную Испании до 21 года. Хурадо играл на чемпионате мира среди юношеских команд и чемпионате Европы среди молодёжных команд 2009 года.

## Достижения
Клубные
 «Атлетико Мадрид»
- Победитель Лиги Европы УЕФА — 2009/10
- Обладатель Суперкубка УЕФА — 2010
- Победитель Кубка Интертото — 2007
- Финалист Кубка Испании — 2009/10

 «Шальке 04»
- Обладатель Кубка Германии — 2010/11
- Обладатель Суперкубка Германии — 2011